# En tombereau
En tombereau est une nouvelle d’Anton Tchekhov (en russe : Na podvode).

## Historique
En tombereau est initialement publiée dans la revue russe Les Nouvelles russes, numéro 352, du 21 décembre 1897. Aussi traduit en français sous le titre En chariot.

## Résumé
Maria Vassilièvna revient de la ville dans le tombereau du vieux Sémione. Elle était allée chercher son traitement d’institutrice et faire des emplettes. Cela fait treize ans qu’elle fait le trajet. Elle se remémore ces treize années : la mort de ses parents à Moscou, ses difficultés avec l’autorité administrative de l’école, le Zemstvo, la solitude, car elle n’est pas mariée.
Ils sont dépassés par la calèche de Khanov, riche veuf, la quarantaine, alcoolique à qui elle trouve du charme. Puis c’est la halte au cabaret : l’ivresse des rouliers, la traversée de la rivière, ses emplettes mouillées. 
Arrivée à la gare de Viazovié, elle est frappée par la ressemblance d’une voyageuse avec sa mère. Elle se remémore son enfance heureuse à Moscou. Ces treize années ont été un rêve. Elle se réveille. Son avenir sera-t-il avec Khanov ?

## Extraits
- « Personne ne l’aimait, sa vie s’écoulait dans l’ennui, sans tendresse, sans amitié, sans relations intéressantes… Elle s’était faite institutrice par nécessité, sans nulle vocation. »

## Édition française
- En tombereau, traduit par Édouard Parayre, révision de Lily Dennis, Gallimard, Bibliothèque de la Pléiade, 1971  (ISBN 2 07 0106 28 4).